# Kate Smith
Kathryn Elizabeth Smith, detta Kate (Greenville, 1º maggio 1907 – Raleigh, 17 giugno 1986), è stata una cantante e contralto statunitense.

## Carriera
Nata in Virginia, fin da piccola si dedicó al canto, scegliendolo come carriera intorno ai 17 anni. Trasferitasi a New York, recitó a Broadway nel musical Honeymoon Lane (interpretando altri ruoli secondari negli anni successivi) e nel 1930 ha iniziato a registrare con la Columbia Records sotto la guida di Ted Collins che diventó suo manager fino alla sua morte nel 1964.
Conosciuta come "la prima donna della radio", ha lavorato negli anni trenta per la radio della NBC.
Ha cantato diversi brani di successo a cavallo tra gli anni trenta e quaranta, tra cui The Woodpecker Song (ossia la versione in lingua inglese di Reginella campagnola di Eldo Di Lazzaro), The White Cliffs of Dover, I Don't Want to Walk Without You, Seems Like Old Times, Now Is the Hour e Dream a Little Dream of Me.
Tuttavia la sua interpretazione più famosa, la cosiddetta signature song, è quella del canto patriottico God Bless America di Irving Berlin, registrata nel 1938.
Compare in alcuni film (Hello, Everybody!, This Is the Army, The Big Broadcast) e produzioni televisive (The Dean Martin Show, Toast to the Town, The Hollywood Palace). Negli anni cinquanta ha lavorato in TV con trasmissioni come The Kate Smith Hour e The Kate Smith Evening Hour.
È inserita nella Hollywood Walk of Fame.